# Kaders
Els kaders són una petita tribu o ètnia que viu a Kerala a les muntanyes Nelliampati.
La tribu recol·lecta mel; viu en general dels productes de la terra i de la cria d'alguns animals, i fins fa poc temps no tenien llocs de residència fixa; la seva única producció són petites cistelles de teixit; el seu cultiu principal és l'arròs; el seu nombre era de 624 el 1881.